# 特羅揚卡 (卡贊卡區)
47°56′31″N 32°59′18″E / 47.94194°N 32.98833°E
特羅揚卡（烏克蘭語：Троянка），是烏克蘭南部的村莊，隸屬尼古拉耶夫州的巴什坦卡區。該村始建於1890年，面積0.66平方公里，海拔高度125米，2001年人口211，人口密度每平方公里320.7人。